# ادیان جهانی

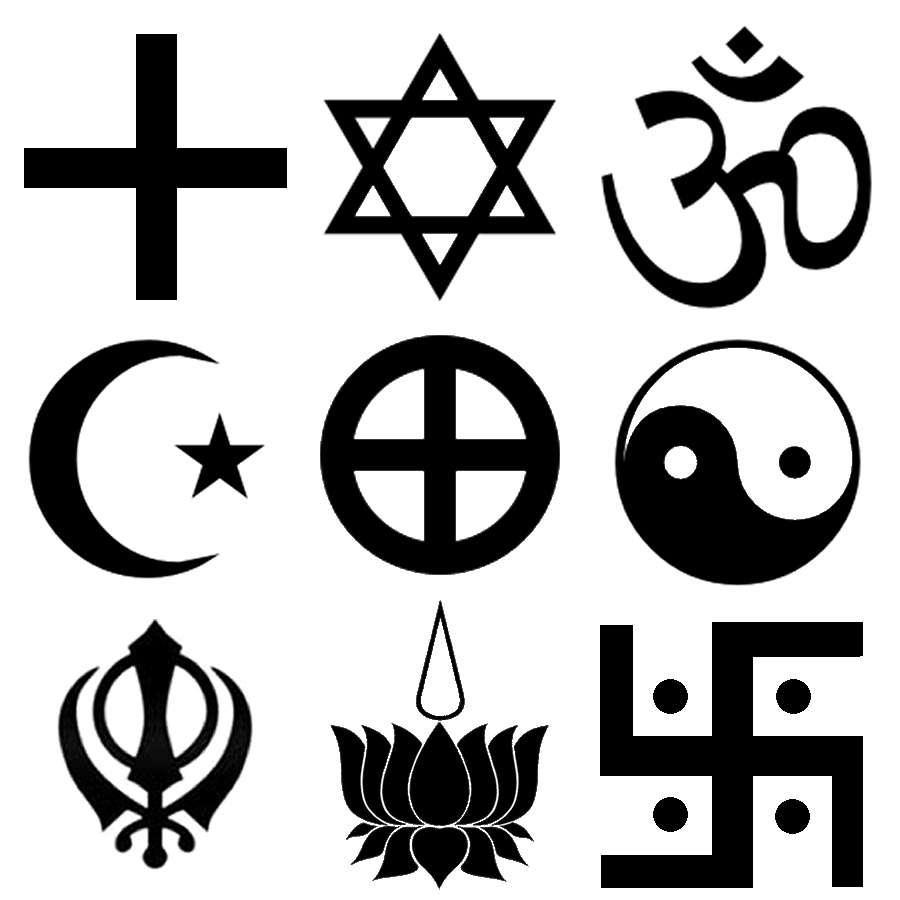
ادیان جهانی

ادیان جهانی (به انگلیسی: World religions) مقوله‌ای است که در مطالعه دین‌شناسی برای مرزبندی پنج جنبش - و در برخی موارد بیشتر - بزرگترین و گسترده‌ترین جنبش‌های مذهبی بین‌المللی استفاده می‌شود. مسیحیت، اسلام، یهودیت،  هندوئیسم، و آیین بودایی همیشه در فهرست قرار دارند و به عنوان «پنج دین بزرگ» شناخته می‌شوند. برخی از دانشمندان ادیان دیگر، مانند آیین سیک، مزدیسنا، یا دین  بهائیت را نیز در این دسته قرار می‌دهند. اینها غالباً در مقابل دسته‌های دیگر، مانند دین بومی و جنبش‌های جدید جنبش‌های نوپدید دینی قرار می‌گیرند که توسط محققان در این زمینه تحقیق نیز مورد استفاده قرار می‌گیرد.